# Finlands Bryggeri
Finlands Bryggeri var ett ölbryggeri vid Helge å i Kristianstad som lades ned 1963.

## Finlands Bryggeri Aktiebolag
Företagsnamn: Finlands Bryggeri Bolag 1869, ombildades 1883 till Finlands Bryggeri Aktiebolag
Ägare 1869: A. G. Rühss, N. Schager och O. Olsson samt fabrikör A. G. Säfström och handelsbolaget Wetzell & Compani.
Företagsform: Aktiebolag (från 1883)
Huvudkontor: Kristianstad
Lokalisering av tillverkning: Kristianstad
Ägare: Från 1918 AB Skånebryggier i Helsingborg
Grundat: 1869
Nedläggning år: 1963
Tillverkrning : Öl, svagdricka, mineralvatten och lemonad
Utställning om bryggeriet: Finlandshusen

## Ekecrantz bryggeri
Den tidigast belagda dokumentationen om bryggeriverksamhet i Kristianstad härrör från 1839. På vad som senar blev den östra tomten lät glasmästaren Anders Peter Ekecrantz 1839 uppföra två tvåvåningsbyggnader i korsvirke, en större med bryggeri, malttorka, packhus och boningsrum samt en mindre med packhus och boningsrum. Namnet Finlands bryggeri härstammar från att omkring 1850 bodde här en traktör Julius Ulrik Holmberg, född i Lovisa, Finland. Hans värdshusrörelse kom att benämnas ”Finland”. Kvarteren kring det gamla bryggeriet heter idag Finland och Åland.

## Finlands bryggeri bolag 1869
Finlandsbryggeriet är ett klassigt bryggeri som grundades i Kristianstad 1869 då handlarna A. G. Rühss, N. Schager och O. Olsson samt fabrikör A. G. Säfström och handelsbolaget Wetzell & Comp gick samman och gjorde en anmälan till Rådstuvurätten i Kristianstad om att få bilda Finlands Bryggeri Bolag. En äldre bryggerianläggning, anlagd 1839, hade redan inköpts någon vecka tidigare, så produktion kunde förmodligen starta tämligen omgående. Under kommande år skedde en rad nybyggnationer och verksamheten växte fram till 1882 då bokslutet sjönk drastiskt. Som ett led i detta ombildades bryggeriet till Finlands bryggeriaktiebolag året därpå. År 1869 köpte nybildade Finlands Bryggeri Bolag de aktuella tomterna av handlanden Adolph Sjöstedt, som två år tidigare köpt av bryggaren August Seitz. 1879 påbörjades en utbyggnadsetapp, till en fyrsidig anläggning av det äldre bryggeriet. Bygglovet gällde ishus  i norr på den västra tomten. Året därpå byggdes ännu ett ishus här, en lång envåningsbyggnad längs västra sidan. År 1882 uppfördes vid gatan i söder en trevåningsbyggnad i tegel, ritad av arkitekten Alwin Jacobi, Stockholm. Här inrymdes bl.a. lager- och jäskällare, kornvindar, iskistor och kylskeppsvind.

## Finlands bryggeri AB 1883
År 1883 bildades bryggeribolaget  Finlands Bryggeri Aktiebolag, för bayerskt öl och andra maltdrycker. Året därpå börjar bryggeriet  förändras till ångbryggeri. Bygglov gavs 1885 för ett ångbryggeri öster om 1882 års byggnad på platsen för det gamla bryggeriets huvudbyggnad, dels en lagerbyggnad väster om 1882 års byggnad, båda ritade av arkitekten Borch, Köpenhamn, och uppförda av byggmästaren Svante Svensson. Bryggeribyggnaden uppfördes i tegel i tre våningar med ett centralt placerat frontespisparti. På gårdssidan byggdes ett ångpannehus med skorsten. Ett annat bygge  i tegel  (två våningar) med tillbyggnader (en våning) i norr och öster inrymde  förkällare, lager- och jäskällare. 1885 omändrades ett äldre boningshus, en korsvirkesbyggnad i två våningar, i öster i vinkel mot den nya bryggeribyggnaden. Norr därom  en byggnad, som nu hade portgång och rum för flaskor och försäljning.

## Granntomterna 1906 och AB Skånebryggerier 1918
Två granntomterna i norr förvärvades 1906 och 1907 lades den västra av dem samman med de två tomterna i söder till en ny tomt nr 2,År 1918 bildades Aktiebolaget Skånebryggerier med säte i Helsingborg. Finlandsbryggeriet blev en del av det företaget. Fastigheterna såldes året 1919 detta bolag. År 1920 stod en tvåvåningsbyggnad vid norra sidan av den befintliga lagerkällarebyggnaden i väster. Här fanns mineralvattenfabrik, sköljnings- och tappningslokaler, laboratorier m.m. samt personalutrymmen.Den 1893 uppförda stallängan vid norra sidan av den äldsta bryggeritomten byggdes 1930 om till kontors- och garageutrymmen. 1932 förlängdes ångpannehuset mot norr och 1936 gavs bygglov för förändring av en del av 1885 års bryggeribyggnads gatufasad i det att höga, för de båda nedre våningarna gemensamma fönster tillkom.
En brandförsäkring 1939 beskriver bryggerianläggningens olika byggnader.  I sydväst låg lager- och jäskällarebyggnaden, som också innehöll kylskepp, öster därom 1882 års byggnad med bl.a. jäskällare och kylmaskinrum och sedan själva bryggeribyggnaden med mälta. Nära gatan i öster följde ett äldre tvåvåningshus med tjänstebostäder. Efter detta följde in på tomten kontors- och garagebyggnaden och vid dess norra sida en garage- och avträdesbyggnad. Vid gatan i väster fanns mineralvattenfabriken. I nordost låg disponentbostaden i öster samt bostads- och bagerihuset i norr, vilka i äldre tid inte hörde till bryggeriet.

## Nedläggning och rivning
Bryggeriverksamheten lades ned 1963 och de båda tomterna köptes två år senare av Fastighetsaktiebolaget Sulcus. 1967 såldes bryggeiet till Kristianstads stad. Sistnämnda år revs hela byggnadsbeståndet och gavs lov för nybyggnation av pensionärshus, ritade av Bror Thornberg Arkitektkontor AB. Parallellt med ån uppfördes i väster ett fyravåningshus med hobbylokaler, matsal m.m. i källarvåningen och lägenheter i övrigt samt längs gatan i öster ett åttavåningshus med lägenheter. Mellan dessa byggnader uppfördes friliggande i söder en envåningsbyggnad, avsedd för kiosk och vänthall; den har sedermera tagits i anspråk för kontorsändamål.